# هارفي كوهن
هارفي كوهن (بالإنجليزية: Harvey Cohen)‏ هو ملحن أمريكي، ولد في 13 سبتمبر 1951 في بوسطن في الولايات المتحدة، وتوفي في 14 يناير 2007 في أغورا هيلز في الولايات المتحدة بسبب نوبة قلبية.

## وصلات خارجية
- هارفي كوهن على موقع IMDb (الإنجليزية)
- هارفي كوهن على موقع ميوزك برينز (الإنجليزية)
- هارفي كوهن على موقع ديسكوغز (الإنجليزية)
- هارفي كوهن على موقع ديسكوغز (الإنجليزية)